# Seathwaite Fell
Das Seathwaite Fell ist ein Berg im Lake District, Cumbria, England. Das Seathwaite ist einer der 214 von Alfred Wainwright beschriebenen Berge des Lake District. Das Seathwaite Fell ist 632 m hoch, weist aber nur eine Schartenhöhe von 31 m auf. Das Seathwaite Fell ist von Glaramara im Osten, Great End im Süden und Great Gable im Westen umgeben. Nach Norden fällt der Berg zum Borrowdale Tal hin ab.
Im Südwesten des Seathwaite Fell liegt der Styhead Tarn und sein Abfluss der Styhead Gill fließt an seiner Westflanke. Der Sprinkling Tarn liegt im Süden des Berges. Der River Derwent entsteht aus dem Zusammenfluss von Styhead Gill und Grains Gill im Norden des Seathwaite Fell.
Im November 2009 wurde an der Nordseite des Berges mit 314,4 mm  Niederschlag innerhalb von 24 Stunden ein Niederschlagsrekord für England und Wales gemessen.
Der im Norden des Berges gelegene Weiler Seathwaite bietet mit dem Ende der Straße einen Ausgangspunkt für den Aufstieg auf das Styhead Fell. Weitere Zugangsmöglichkeiten ergeben sich durch die Verbindungen des Sty Head Passes.